# Зиґмунтово (гміна Ґліноєцьк)
Зиґмунтово (пол. Zygmuntowo) — село в Польщі, у гміні Гліноєцьк Цехановського повіту Мазовецького воєводства.
Населення — 208 осіб (2011).
У 1975-1998 роках село належало до Цехановського воєводства.

## Демографія
Демографічна структура станом на 31 березня 2011 року:
|          | Загалом | Допрацездатний вік | Працездатний вік | Постпрацездатний вік |
| -------- | ------- | ------------------ | ---------------- | -------------------- |
| Чоловіки | 116     | 29                 | 75               | 12                   |
| Жінки    | 92      | 20                 | 53               | 19                   |
| Разом    | 208     | 49                 | 128              | 31                   |